# Приходкин, Борис Дмитриевич
Борис Дмитриевич Приходкин (1877—1950) — русский военный деятель, полковник; также литератор и общественный деятель.

## Биография
Родился 11 ноября 1877 года в Харьковской губернии в семье потомственных дворян Киевской губернии. Брат Д. Д. Приходкина.
Окончил Петровский Полтавский кадетский корпус, затем с 1896 по 1898 годы. обучался в Константиновском артиллерийском училище. 8 августа 1898 года был выпущен в 32-ю артиллерийскую бригаду. Служил младшим офицером 8-й батареи, временно был прикомандирован к 5-й артиллерийской бригаде и в 1899 году снова служил в 32-й артиллерийской бригаде офицером 3-й батареи. С 1903 по 1905 годы находился в 32-м летучем артиллерийском парке, в 1905 году — в 11-м летучем артиллерийском парке.
Участник русско-японской войны 1905—1906 годов, служил в 5-й артиллерийской бригаде. После войны был переведен в 19-ю артиллерийскую бригаду младшим офицером 5-й батареи. C 1912 года служил в 4-м Сибирском мортирном артиллерийском дивизиону, затем по 1914 год был начальником дивизионной учебной команды.
Участник Первой мировой войны. В июле 1915 года был ранен и контужен. С декабря 1915 года — командир 3-й батареи. В 1916 году снова был контужен. В 1917 году временно командовал артиллерийским дивизионом. Во время службы в Русской императорской армии имел чины подпоручика (1898), поручика (1901), штабс-капитана (1905), капитана (1910), подполковника (1916) и полковника (1917).
После Октябрьской революции эмигрировал через Королевство Югославия во Францию. В Париже вел работу по объединению бывших воспитанников Российских кадетских корпусов. Был почетным членом объединения кадет-суворовцев. У себя в квартире создал музей кадетских корпусов и военных училищ «Родной корпус». Также был редактором и издателем журнала «Кадеты», выступал в труппе Русского театра Д. Н. Кировой, пел в хоре.
Во время Второй мировой войны сотрудничал с газетой «Парижский вестник». В 1943—1944 годах был начальником лагеря для русских детей, организованный Управлением делами русской эмиграции во Франции. После войны сотрудничал с журналами «Часовой» и «Военная быль», писал рассказы.
Умер 16 июня 1950 года в Париже. Похоронен на кладбище Сент-Женевьев-де-Буа под Парижем. Отец Приходкиной Екатерины Борисовны.

## Награды
- Награждён орденами Св. Станислава 3-й степени (1905), Св. Анны 3-й степени (1909), Св. Анны 4-й степени с надписью «За храбрость» (1915), Св. Станислава 2-й степени (1915), Св. Анны 2-й степени (1916), Св. Владимира 4-й степени с мечами и бантом (1916), мечи к ордену Св. Станислава 2-й степени (1916), мечи и бант к имеющемуся ордену Св. Станислава 3-й степени (1917), мечи к ордену Св. Анны 2-й степени (1917) и Георгиевским оружием (Приказ по 6-й армии № 1328 от 08.11.1917 г. «за то, что в период июня и июля 1917 г. по своей инициативе предпринял в обстановке исключительной опасности ряд воздушных и пехотных разведок, давших весьма ценные сведения о неприятельском расположении. Добытый ими материал дал возможность нашей артиллерии уничтожить в период 9-го — 13-е июля 1917 г. укрепления противника»).
- Также был награждён иностранными наградами.